# Eupithecia fericlava
Eupithecia fericlava es una especie de polilla de reciente descubrimiento de la familia Geometridae. La especie fue descrita por primera vez por Mironov y Šumpich habiendo sido descrita en 2022 con distribución en China. El holotipo de la especie fue hayada a 2000 metros (6561,7 pies) sobre el nivel del mar a poca distancia de la carretera entre Lushui y Gulang, en el sector del valle Nu Jiang, al noroeste de la provincia de Yunnan. La polilla es parte del grupo de especies Eupithecia proterva y de morfología muy similar a otra especie china, Eupithecia clavifera. Su nombre científico deriva de un anagrama del "clavifera".

## Descripción
Es una polilla pequeña con una envergadura de 16 milímetros (0,6 plg) y de color marrón claro. Su cabeza y noto cubiertos de escamas amarillentas.